# Intel iAPX 432
Intel iAPX432 (z ang. Intel Advanced Processor Architecture) – jeden z pierwszych 32-bitowych mikroprocesorów firmy Intel. 32-bitowy układ scalony (a właściwie zestaw układów) osiągał znaczną, jak na tamte czasy, wydajność 2 MIPS. Był zaprojektowany tak, żeby znacznie uprościć przetwarzania programów w języku Ada — niektóre konstrukcje języka miały odwzorowanie w architekturze procesora. Drugim z założeń było silne wsparcie implementacji nowoczesnych systemów operacyjnych. Mikrokod zawierał między innymi mechanizmy zarządzania pamięcią z odśmiecaniem i oparte na nich mechanizmy wspierające zarządzanie zadaniami. Zamierzenia te jednak przerosły inżynierów Intela — w efekcie implementacja sprzętowa założeń okazała się niezwykle skomplikowana, droga i powolna. Ostateczne plany zastąpienia architektury x86 przez iAPX zakończyły się niepowodzeniem.